# Liste der Monuments historiques in Challain-la-Potherie
Die Liste der Monuments historiques in Challain-la-Potherie führt die Monuments historiques in der französischen Gemeinde Challain-la-Potherie auf.

## Liste der Bauwerke
| Bezeichnung                   | Beschreibung                                                             | Standort | Kennzeichnung | Schutzstatus | Datum | Bild           |
| ----------------------------- | ------------------------------------------------------------------------ | -------- | ------------- | ------------ | ----- | -------------- |
| Schloss                       | Erbaut Mitte des 19. Jahrhunderts                                        | (Lage)   | PA00109006    | Inscrit      | 1980  | weitere Bilder |
| Orangerie                     | nördlicher Teil des Schlossparks mit Orangerie, Gewächshäusern und Teich | (Lage)   | PA49000100    | Inscrit      | 2019  |                |
| Windmühle                     | Erbaut 1740                                                              | (Lage)   | PA00109009    | Inscrit      | 1975  | weitere Bilder |
| Manoir de la Cour des Aulnays | Herrenhaus, erbaut im 16. Jahrhundert                                    | (Lage)   | PA00109416    | Inscrit      | 1989  | weitere Bilder |